# Manolita Saval
Manolita Saval (París, 5 de febrero de 1914-Ciudad de México, 23 de agosto de 2001) fue una actriz y cantante de origen español, que alcanzó popularidad durante la Época de oro del cine mexicano.

## Biografía
Juana María Savall Ballester nace el 5 de febrero de 1914 en París, Francia, de padres españoles.  Su tío fue el barítono español Vicente Ballester Aparicio.  Se graduó como pianista en el Conservatorio de Valencia, España, además de estudiar composición, canto, dramatización, baile, guitarra y acordeón. 
Su carrera artística se inició en Valencia, con la ópera Marina, lo que la lleva a hacer giras por América Latina.  En Argentina conoce al tenor mexicano José Mojica, quien la invita a México para participar en una película que marcaría el debut de ambos en el cine mexicano, El capitán aventurero filmada en 1939, fijando Manolita su residencia permanente en ese país.

### En cine
Después del moderado éxito de la cinta El Capitán aventurero, Manolita acepta otros proyectos, entre los que sobresalieron Virgen de medianoche (1942) de Alejandro Galindo, El baisano Jalil (1943), con Emilio Tuero, Joaquín Pardavé y Sara García, María Eugenia (1943) con María Félix, Amores de ayer (1944) de Ismael Rodríguez, con Tito Guízar, Los miserables (1944) con David Silva y Domingo Soler, El  capitán Malacara (1945), con Pedro Armendáriz y La culpable (1946) con Carlos López Moctezuma e Isabela Corona.
Al llegar la década de los 50 decae su carrera en cine a la que solo volvería en contadas ocasiones, sobresaliendo su participación al lado de Mario Moreno “Cantinflas” en El ministro y yo de 1976. Su última cinta sería La guerra de los pasteles (1979), de René Cardona.

### En teatro y televisión
Poco después de su llegada a México se integró a las compañías de teatro de Pepita Embil, M. Barandalla y Óscar Ortiz de Pinedo, con quienes recorrió toda la República Mexicana.
En los años 50 estudió  teatro de las Artes en la escuela de Seki Sano y es en esta disciplina en la que logra sonados éxitos en obras como: Gigí, Ring... ring... llama el amor, La criada malcriada, Atentado al pudor, Trampas para un amor, Papacito piernas largas y Tartufo o el impostor, entre otras.
Al escasear su trabajo en cine, la televisión a la par del teatro se convirtió en uno sus refugios, en esta participa como actriz de reparto en varias telenovelas, siendo las más exitosas Mundo de juguete (1974), La hora del silencio (1978), Muchachitas (1991) y El abuelo y yo (1992).

### Vida personal y muerte
En septiembre de 1955 se casó con Manuel Ruiz, de Valencia, España, radicado en México, con quien procreó a su único hijo el actor Manuel Saval, quien vivió con ella hasta sus últimos días junto a su esposa e hijo. Manolita falleció el 23 de agosto de 2001 en la Ciudad de México víctima de un paro cardiaco a los 87 años de edad.  Sus restos descansan en el Panteón Mausoleos del Ángel, de la misma ciudad. Su hijo Manuel Saval, fue diagnosticado con cáncer en la laringe en 2007 y falleció el 23 de junio de 2009.

## Filmografía

### Cine
- Dos criados malcriados (1960)